# لوله اسپیرال
لولهٔ اسپیرال، یکی از انواع لوله‌های پُرکاربرد است در صنایع مختلف است که دارای کاربردهای متفاوتی است. این لوله‌های فولادی به صورت مارپیچی از ورق‌های فولادی با ضخامت متفاوت تولید می‌شود و به دلیل ویژگی‌های بی‌نظیر آن، از این لولهٔ فولادی در صنایع گاز، نفت و آب نیز استفاده می‌شود. تاریخ ساخت لوله اسپیرال، به اواخر قرن ۱۹ برمی‌گردد. به‌طور کلی می‌توان گفت استفاده از این لوله توسط مهندسی آلمانی بنام «مانسمان» به کار رفت. اصولاً به لوله‌هایی که درزدار هستند و درز جوش آن‌ها به شکل مارپیچ است، لوله اسپیرال گفته می‌شود.

## روش تولید
این نوع لوله‌ها به دو روش تک و دومرحله‌ای تولید می‌شوند و تفاوت این دو روش در انجام جوشکاری زیر پودری است.  ابتدا ورقه‌های فولادی از غلتک‌هایی مشخص عبور داده می‌شوند تا به شکل لوله در بیایند. لازم است ذکر شود که در روش اسپیرال، قطر لوله با تغییر زاویه اولیه ورق، قابل تغییر خواهد بود. این ویژگی یکی از مزایای لوله‌های اسپیرال است؛ چراکه برای ساخت لوله‌های اسپیرال با قطرهای متفاوت، نیازی به تعویض قالب خط تولید نخواهد بود و تنها با تغییر اولیه زاویه ورق‌های فولادی می‌توان قطر لوله اسپیرال نهایی را نیز تغییر داد.

## آلیاژهای بکار رفته در لوله های اسپیرال فولادی
- آلیاژ فولاد کربنی: این نوع فولاد حاوی مقادیر متفاوتی از کربن است و برای تولید لوله‌های اسپیرال کاربرد دارد. این آلیاژ برای تأمین استحکام و انعطاف‌پذیری لوله به کار می‌رود.
- آلیاژ فولاد ضد زنگ: این نوع آلیاژها شامل فولادهایی مثل آلیاژ زمانه است که عمدتاً برای مقاومت در برابر زنگ زدگی و خوردگی در شرایط محیطی خاص استفاده می‌شوند.
- آلیاژ فولاد آلیاژی: این نوع آلیاژها حاوی اضافاتی از عناصر مانند کروم، منگنز، و نیکل هستند. این اضافات به فولاد خصوصیاتی مانند مقاومت در برابر خوردگی، انعطاف‌پذیری و مقاومت در برابر حرارت و فشار را می‌دهند.
- آلیاژ فولاد نیکلی: این نوع فولادها حاوی درصدهای قابل توجهی از نیکل هستند که به آن‌ها خصوصیات مانند مقاومت در برابر حرارت، خوردگی و فشار را می‌دهد.

## مزایای لوله اسپیرال
- افت فشار کمتر
- نشت هوای کم
- راندمان انرژی بالا
- سهولت در نصب و راه اندازی لوله‌های اسپیرال
- هزینه نصب مقرون به صرفه‌تر در مقایسه با سایر لوله‌ها
- زمان تولید و تحویل کوتاه‌تر در مقایسه با انواع دیگر لوله‌های فولادی

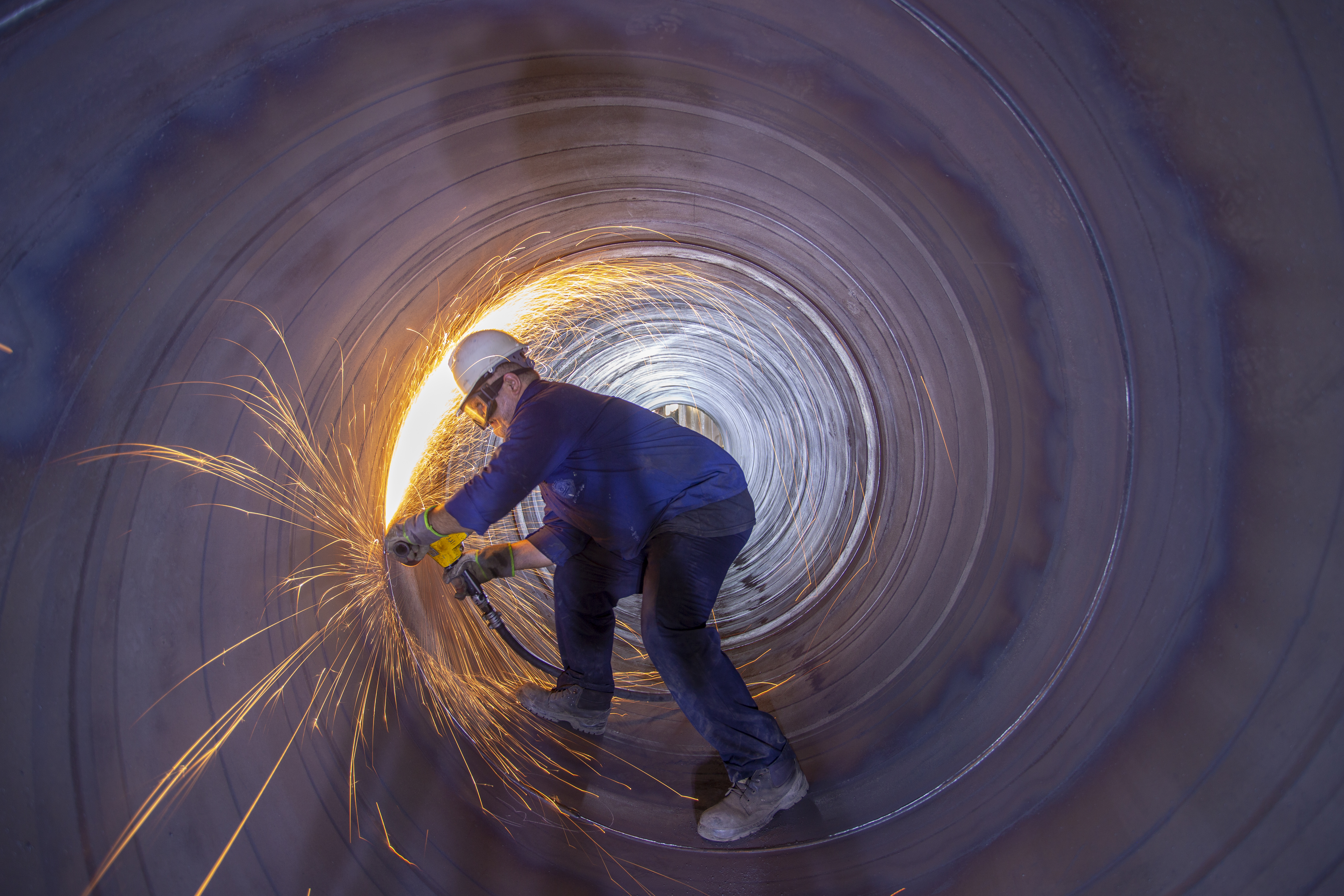
نمایی از داخلِ لوله‌ی اسپیرال در شرکت لوله سازی اهواز

## کاربرد لوله اسپیرال
استفاده از لوله‌های اسپیرال برای سیستم گرمایشی ساختمان‌های بزرگ مانند بیمارستان‌ها، ساختمان‌های اداری، انبارها و مراکز عمومی است. همچنین برای سیستم تهیویه مطبوع یا HVAC در ساختمان‌های بزرگ از لوله‌های فولادی اسپیرال بهره گرفته می‌شود.
همچنین از لوله‌های اسپیرال در صنایع دیگر مانند صنایع شیمیایی، صنعت برق، آب و فاضلاب، انرژی حرارتی، لایه روبی پل و سازه‌های فلزی، سیستم‌های گرمایشی و مواردی از این قبیل استفاده می‌شود.

## تاریخچه
تاریخ ساخت لوله اسپیرال، به اواخر قرن ۱۹ نخستین بار در دهه ۱۹۶۰ میلادی شروع شد. به‌طور کلی می‌توان گفت استفاده از این لوله توسط مهندسی آلمانی بنام «مانسمان» به کار رفت. در آسیا، ایران و چین از مهم‌ترین تولیدکنندگان لوله‌های اسپیرال هستند.

### اسپیرال در ایران
در ایران شرکت‌های متعددی اقدام به ساخت لوله‌های اسپیرال می‌کنند. شهرهایی همچون شرکت لوله سازی اهواز، سلفچگان و اصفهان ازجمله این شهرها هستند که لوله‌های اسپیرال تولید می‌کنند.
کارخانهٔ (SAWH) شرکت لوله سازی اهواز بزرگ‌ترین کارخانهٔ تولید لوله به روش اسپیرال در جنوب ایران است که بالاترین ظرفیت تولید در این حوزه در سایزهای ۲۴ تا۱۰۰ اینچ را دارد. کارخانهٔ اسپیرال در اهواز از سال ۱۳۹۲ تأسیس و فعالیت اولیه را شروع کرد ولی از سال ۱۳۹۸ تا ۱۴۰۲ فعالیت آن متوقف بوده‌است. این خط تولید مجهز به سیستم کنترلی PLC است.

### احیای اسپیرال در جنوب ایران
پس از سال ۱۳۹۲ از اوایلِ سال ۱۳۹۸ خطِ تولیدِ لوله‌های اسپیرال متوقف شده بود و پس از چهار سال و نیم مجدد در مهرداد ۱۴۰۲ تولید لوله‌های اسپیرال در کارخانه اسپیرال لوله سازی اهواز وارد مدار تولید شد.

## ابعاد
قطر بیرونیِ لوله‌های اسپیرال در بازه ۸ اینچ تا ۱۲۰ اینچ است. ضخامت گوشت این لوله‌ها معمولاً بین ۵/۵ میلی‌متر تا ۲۵/۴ میلیمتر محاسبه می‌شود. برای محاسبه قطر درونی لوله‌ها باید ۲ برابر ضخامت گوشت لوله بر حسب میلی‌متر را از ابعاد قطر خارجی آن بر حسب میلی‌متر کم کرد. همچنین لوله‌های اسپیرال به صورت شاخه‌های ۶ متری و ۱۲ متری برش می‌خورند و در دو حالت تست آب و صنعتی خرید و فروش می‌شوند. تست آب یکی از استانداردهایی است در لوله‌های درزدار باید برآورده شود تا لوله در کاربردهای انتقال سیالات مورد استفاده قرار گیرد.